# Bomberman 64: The Second Attack
Bomberman 64: The Second Attack (爆ボンバーマン２, Baku Bonbāman 2, tra. en cat. lit. "Bomberman Explosiu 2") és un videojoc, en el qual és la continuació del Bomberman 64 llançat l'any 2000.

## Jugabilitat
En alguns aspectes, el joc és idèntic al Bomberman 64. No es pot saltar, però es pot tirar i detonar les bombes on el jugador vulgui. Tanmateix, no hi ha les explosions circulars que surten als altres primers jocs de la Nintendo 64.
A més a més, el Second Attack hi ha noves característiques que els videojocs anteriors de la saga no tene:
- Més caps finals i nivells
- L'habilitat de crear amb elements de cristall amb bombes per crear bombes que explotin diferent.
- Una botiga de l'espai per comprar corts grossos.
- Peces de blindatge amagats.
- Raise Pommy, un lluitador que ajuda. Pot ser controlat per un segon jugador amb comandament.